# Die in Your Arms
Die in Your Arms è un brano musicale del cantante canadese Justin Bieber, pubblicato negli Stati Uniti il 29 maggio 2012. È il primo singolo promozionale estratto da Believe, che uscirà il 19 giugno 2012. Il brano è stato prodotto da Rodney Jerkins, Dennis Aganee Jenkins e Travis Sayles ed usa un sample della canzone di Michael Jackson We've Got a Good Thing Going.

## Tracce
1. Die in Your Arms – 3:57

## Classifiche
| Classifica (2012) | Posizione massima |
| ----------------- | ----------------- |
| Australia         | 31                |
| Danimarca         | 9                 |
| Irlanda           | 28                |
| Italia            | 46                |
| Norvegia          | 6                 |
| Paesi Bassi       | 41                |
| Spagna            | 50                |